# Орельєн Чуамені
Орельєн Чуамені (фр. Aurélien Tchouaméni, нар. 27 січня 2000, Руан) — французький футболіст, опорний півзахисник мадридського «Реала» і збірної Франції.

## Клубна кар'єра
Народився 27 січня 2000 року в місті Руан. Вихованець футбольної школи клубу «Бордо».
У дорослому футболі дебютував 2017 року виступами за другу команду рідного клубу «Бордо», а за рік дебютував вже в іграх за головну команду.
29 січня 2020 року уклав контракт на 4,5 роки з «Монако». Від початку сезону 2020/21 став одним з основних виконавців в опорній зоні півзахисту «монегасків».
11 червня 2022 року стало відомо, що Чуамені з 1 липня 2022 стане гравцем Мадридського «Реалу», підписавши шестирічний контракт з новим клубом.

## Виступи за збірні
2015 року дебютував у складі юнацької збірної Франції (U-16), загалом на юнацькому рівні за команди різних вікових категорій взяв участь у 48 іграх, відзначившись одним забитим голом.
У 2021 році почав викликатися до складу молодіжної збірної Франції. На молодіжному рівні зіграв у 4 офіційних матчах.
За головну команду країни дебютував 4 вересня у гостьовому матчі кваліфікації до чемпіонату світу 2022 проти збірної України.
| Дата       | Місто        | Господарі | Результат | Гості                | Турнір                               | Голи | Примітки |
| ---------- | ------------ | --------- | --------- | -------------------- | ------------------------------------ | ---- | -------- |
| 01-09-2021 | Страсбург    | Франція   | 1 – 1     | Боснія і Герцеговина | Відбір до ЧС 2022                    | -    | 50'      |
| 04-09-2021 | Київ         | Україна   | 1 – 1     | Франція              | Відбір до ЧС 2022                    | -    | 83'      |
| 07-09-2021 | Десін-Шарп'є | Франція   | 2 – 0     | Фінляндія            | Відбір до ЧС 2022                    | -    | 90+1'    |
| 07-10-2021 | Турин        | Бельгія   | 2 – 3     | Франція              | Ліга націй УЄФА 2020—2021 - Півфінал | -    | 75'      |
| 10-10-2021 | Мілан        | Іспанія   | 1 – 2     | Франція              | Ліга націй УЄФА 2020—2021 - Фінал    | -    |          |
| 13-11-2021 | Париж        | Франція   | 8 – 0     | Казахстан            | Відбір до ЧС 2022                    | -    | 71'      |
| 16-11-2021 | Гельсінкі    | Фінляндія | 0 – 2     | Франція              | Відбір до ЧС 2022                    | -    |          |
| 25-03-2022 | Марсель      | Франція   | 2 – 1     | Кот-д'Івуар          | товариський матч                     | 1    |          |
| 03-06-2022 | Сен-Дені     | Франція   | 1 – 2     | Данія                | Ліга націй УЄФА 2022—2023 - 1-й етап | -    |          |
| 06-06-2022 | Спліт        | Хорватія  | 1 – 1     | Франція              | Ліга націй УЄФА 2022—2023 - 1-й етап | -    | 62'      |
| 10-06-2022 | Відень       | Австрія   | 1 – 1     | Франція              | Ліга націй УЄФА 2022—2023 - 1-й етап | -    | 63'      |
| Усього     |              | Матчів    | 11        |                      | Голів                                | 1    |          |

## Титули і досягнення
Франція
Переможець Ліги націй УЄФА: 2021-22
Віце-чемпіон світу: 2022
Реал Мадрид
Чемпіон Іспанії: 2023-24
Володар кубка Іспанії : 2022–23
Володар Суперкубка Іспанії: 2023
Переможець Ліги Чемпіонів УЄФА: 2023–24
Володар Суперкубка УЄФА: 2022
Переможець Клубного чемпіонату світу: 2022
Міжконтинентальний кубок ФІФА: 2024